# Rễ sau của thần kinh sống cổ
Rễ sau của thần kinh sống cổ (tiếng Anh: posterior branches of cervical nerves) tách ra từ nhánh lưng của thần kinh tủy sống.

## Các nhánh

### Ngành đầu
Ngành sau của thần kinh sống cổ I hay thần kinh dưới chẩm lớn hơn ngành trước. Nó đi qua cung sau đốt đội (đốt sống cổ I), dưới động mạch đốt sống. Thần kinh chui và tam giác chẩm và chi phối cơ thuộc tam giác này, tức là cơ thẳng đầu sau lớn, các cơ chéo đầu trên và dưới; nó còn cho nhánh chi phối cơ thẳng đầu sau bé, các cơ bán gai. Một sợi nhỏ của nhánh đến cơ chéo đầu dưới liên tiếp với ngành sau của thần kinh sống cổ thứ hai.

### Ngành thứ hai
Ngành sau của thần kinh sống cổ II lớn hơn rất nhiều so với ngành trước, và cũng là ngành sau lớn nhất của thần kinh sống cổ. Nó chui qua giữa cung sau đốt đội và mảnh đốt trục, dưới cơ chéo đầu dưới. Nó một nhánh chi phối cơ chéo đầu dưới, nối tiếp với các sợi của ngành sau của thần kinh sống cổ I, sau đó chia thành nhánh trong (lớn hơn) và nhánh ngoài.

### Ngành thứ ba
Ngành sau của thần kinh sống cổ III có kích cỡ trung bình.
- Nhánh trong chạy giữa cơ bán gai đầu và cơ bán gai cổ, tách thành nhánh cho cơ thang và các cơ gối. Đoạn thần kinh dưới cơ thang cho một nhánh mang tên thần kinh chẩm thứ ba, chi phối cơ thang và tận cùng tại da vùng dưới gáy. Nó nằm trong hơn thần kinh chẩm lớn và có tiếp nối.
- Nhánh ngoài thường kết hợp với nhánh ngoài của ngành sau thần kinh sống cổ II.

Ngành sau của thần kinh dưới chẩm, nhánh trong ngành sau thần kinh sống cổ II và III đôi khi kết hợp lại tạo thành phần sau của đám rối thần kinh cổ.

### Ngành thứ tư đến tám
Ngành sau của năm thần kinh sống cổ còn lại chia thành nhánh trong và nhánh ngoài.
- Nhánh trong ngành sau C4, C5 chạy giữa cơ bán gai đầu và cơ bán gai cổ, chi phối cơ thang, cơ gối và vùng da của nó. Đôi khi nhánh của C5 không đến được và không tận cùng ở da. Nhánh trong ngành sau C6, C7, C8 khá nhỏ, tận cùng tại cơ bán gai đầu và cổ, cơ nhiều chân và các cơ gian gai.
- Nhánh trước của cả năm thần kinh sống cổ chi phối các cơ chậu - sườn - cổ, cơ cực dài cổ và cơ cực dài đầu.

## Ảnh

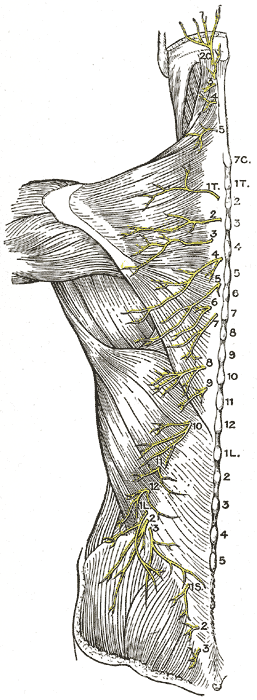
Các nhánh bì của ngành sau thần kinh tủy sống.
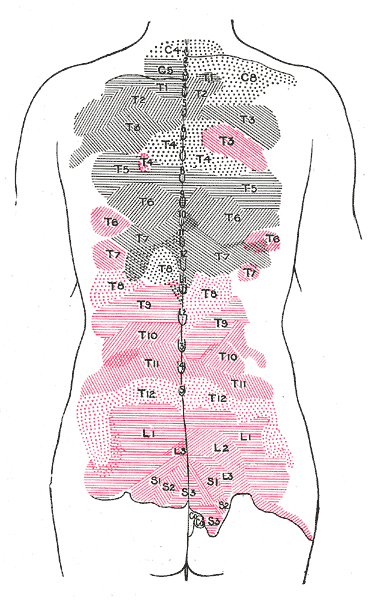
Các đốt da chi phối bởi nhánh bì của ngành sau thần kinh tủy sống.